# Iwajło Jordanow (zapaśnik)
Iwajło Georgiew Jordanow (bg. Ивайло Георгиев Йорданов; ur. 11 kwietnia 1966 we Wracy) – bułgarski zapaśnik walczący w stylu klasycznym.

## Kariera sportowa
Olimpijczyk z Barcelony 1992, gdzie zajął dziesiąte miejsce w kategorii 90 kg.
Piąty na mistrzostwach świata w 1991. Zdobył trzy medale na mistrzostwach Europy, w tym złoto w 1988 roku.
- Turniej w Barcelonie 1992

Pokonał Jordanisa Konstandinidisa z Grecji, a przegrał z Salvatore Campanellą z Włoch, Hakkim Basarem z Turcji i Franzem Marxem z Austrii.